# Hypoeschrus aenescens
Hypoeschrus aenescens är en skalbaggsart som beskrevs av Aurivillius 1908. Hypoeschrus aenescens ingår i släktet Hypoeschrus och familjen långhorningar.
Artens utbredningsområde är:
- Kenya.
- Malawi.

Inga underarter finns listade i Catalogue of Life.